# Red Rock (hrabstwo Pinal)
Red Rock – jednostka osadnicza w Stanach Zjednoczonych, w stanie Arizona, w hrabstwie Pinal.